# 2D 실리카

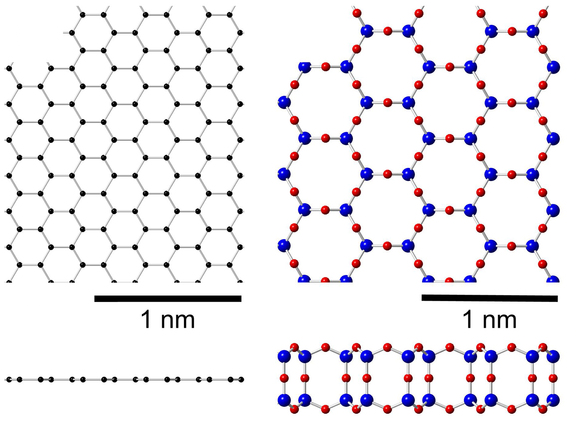
그래핀의 상단과 측면의 모습(왼쪽)과 HBS구조(오른쪽). 빨간 원자들은 산소.

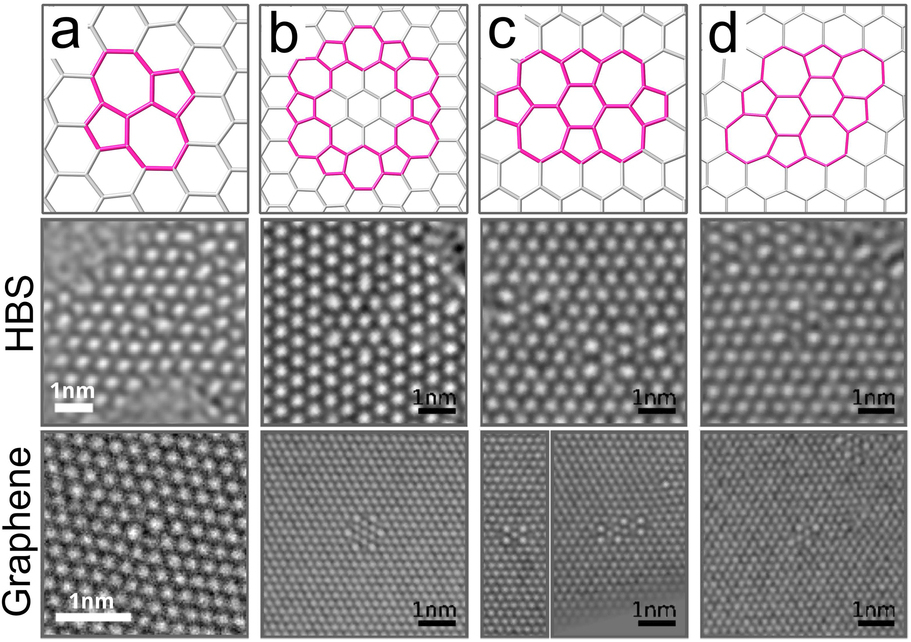
HBS의 결함을 담고 있는 모형과 TEM 이미지 가운데)및 그래핀(맨 아래): 스톤 웨일즈 결함(a),꽃(b),이중 공백(c)더 복잡한 결함(d).

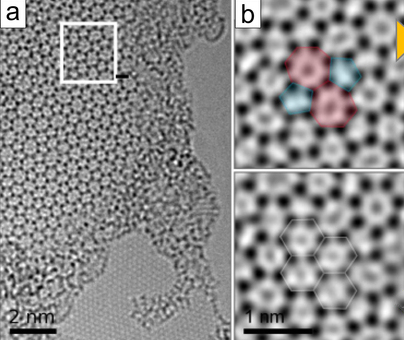
비정질 HBS의 TEM 이미지

2D 실리카 (영어:2D Silica)는 이산화 규소의 2차원적인 동질이상이다. 두 종류의 2D 실리카가 있으며 두 종류 모두다 육방정계이다. 하나는 기질과 공유 결합을 하는 사산화 규소 사면체에 기반을 두고 있으며, 다른 하나는 기질과 약한 반데르발스 결합을 하는 그래핀과 비슷한 포화 시트로 구성되어 있다. 두번째 2D 실리카의 변형은 HBS(hexagonal bilayer silica)라 불리기도 하며, 배열된 상태와 그렇지 않은(비정질인) 구조를 둘 다 가질 수 있다.
2D실리카는 가장 얇은 게이트 유전체로서 전자공학에서 활용될것으로 보인다. 또한 기질로부터의 그래핀의 분리에 사용될 수 있다.